# Büchlein von den ausgebrannten Wässern
Das Büchlein von den ausgebrannten Wässern aus dem 15. Jahrhundert wird dem Wiener Arzt Michael Puff zugeschrieben. Es behandelte in 83 Kapiteln Destillate aus pflanzlichen Ausgangssubstanzen.
Als Druckfassung erschien es erstmals 1477 in Augsburg bei dem Drucker Johann Bämler. Diese basierte auf handschriftlichen Fassungen, die seit der Mitte des 15. Jahrhunderts nachweisbar sind und als Traktat von Tugenden der ausgebrannten Wässer bezeichnet werden. Ein niederdeutscher Druck aus dem Jahre 1484 (Lübeck, Bartholomäus Gothan) nennt einen „Dr. Bartholomäus von Benevent“ als Autor. Von Puffs Trakat ist die vergleichbare Abhandlung des „Gabriel von Lebenstein“ zu unterscheiden.

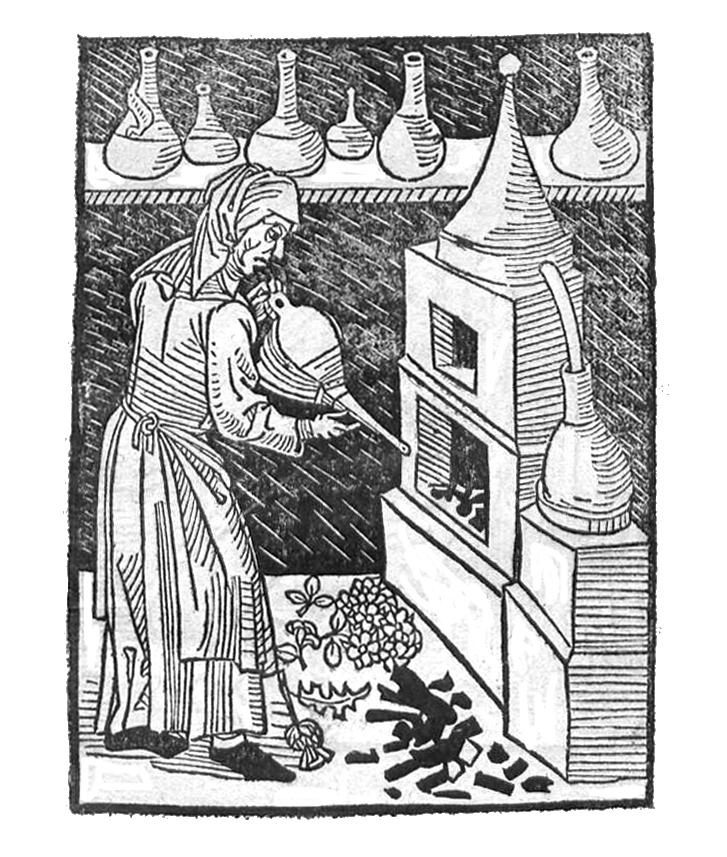
Druck Johann Zainer. Ulm 1498. Titelbild

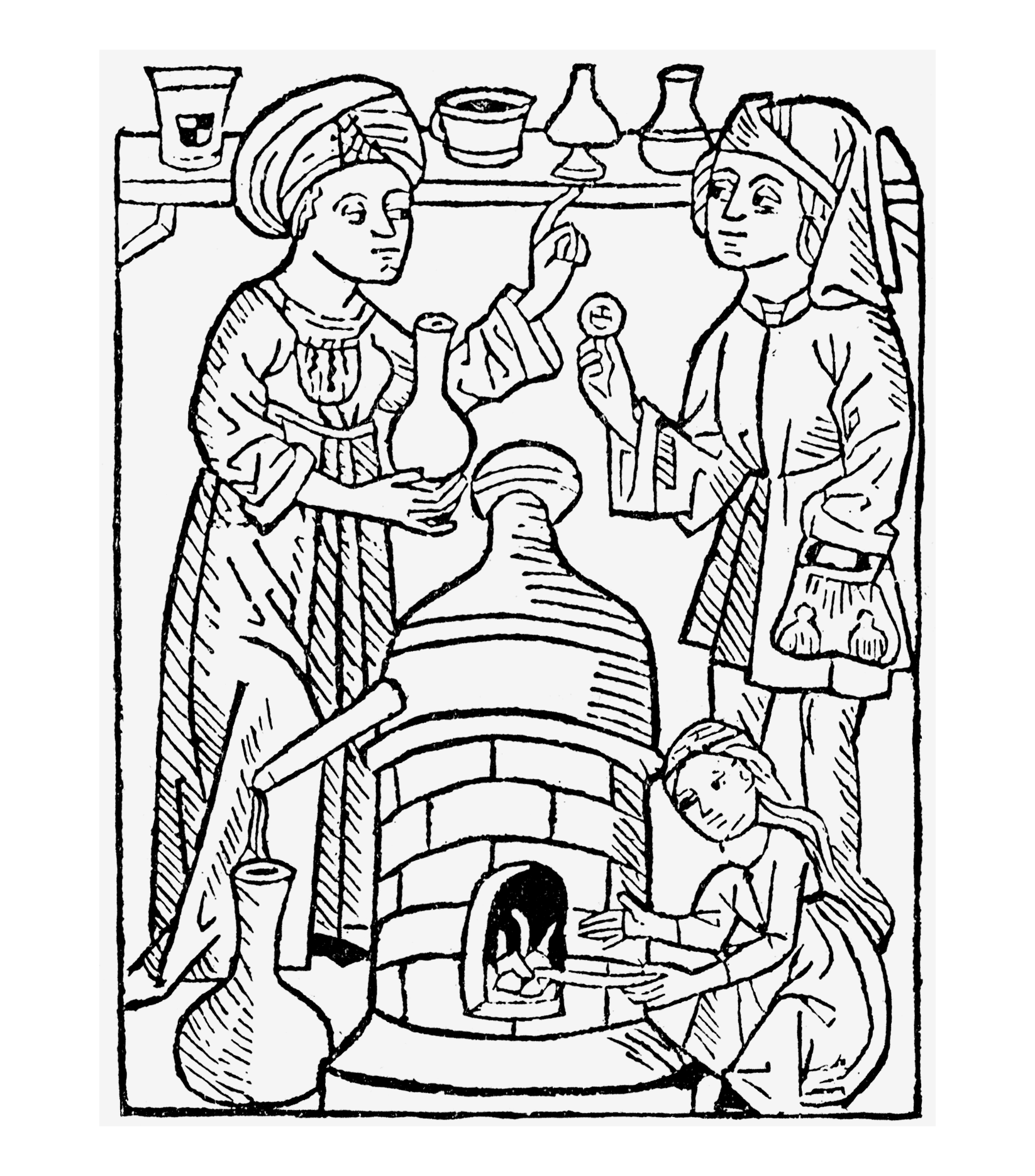
Druck Hans Sporer. Erfurt 1498. Titelbild

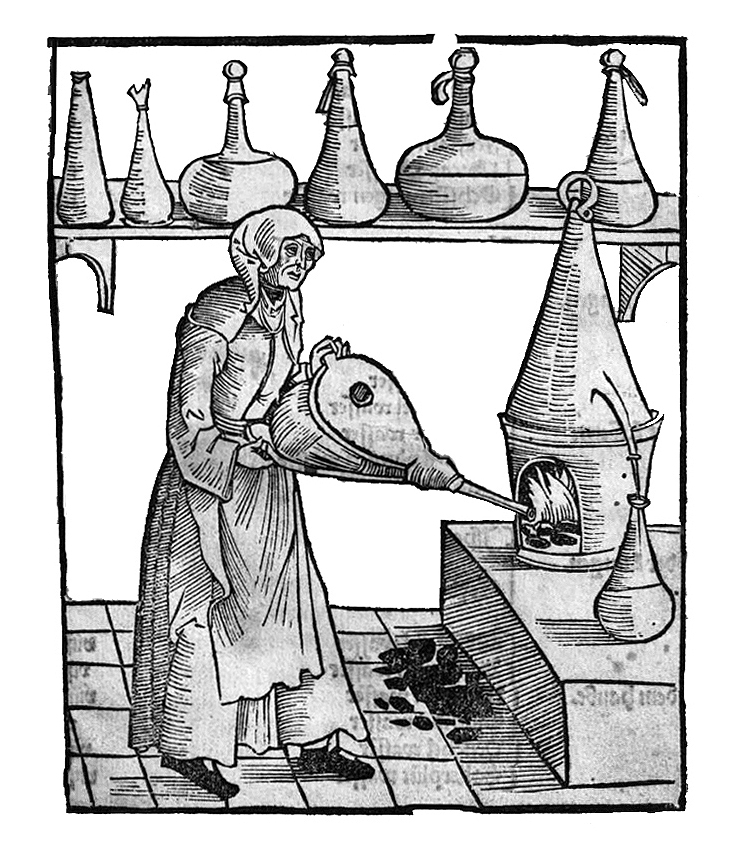
Druck Gutknecht. Nürnberg 1518. Titelbild

## Überlieferung

### Drucke des 15. Jahrhunderts
| Ort       | Drucker              | Datum              |
| --------- | -------------------- | ------------------ |
| Augsburg  | Bämler, Johann       | 1477, 27. Oktober  |
| Augsburg  | Bämler, Johann       | 1478, 14. Juni     |
| Augsburg  | Bämler, Johann       | 1479, 21. Mai      |
| Augsburg  | Bämler, Johann       | 1482, 12. Juli     |
| Augsburg  | Blaubirer, Johann    | 1481 (2 Versionen) |
| Augsburg  | Blaubirer, Johann    | 1482               |
| Augsburg  | Sorg, Anthonius      | 1481, 30. Juli     |
| Augsburg  | Sorg, Anthonius      | 1483, 11. Dezember |
| Augsburg  | Schönsperger, Hans   | 1482               |
| Augsburg  | Schönsperger, Hans   | 1484 (2 Versionen) |
| Augsburg  | Froschauer, Johann   | 1496               |
| Erfurt    | Sporer, Hans         | 1498               |
| Erfurt    | Schenck, Wolfgang    | 1500               |
| Lübeck    | Gothan, Bartholomäus | 1484               |
| Mainz     | Anonym               | 1481               |
| Straßburg | Anonym               | 1481 (2 Versionen) |
| Straßburg | Anonym               | 1483               |
| Ulm       | Dinckmut, Conrad     | 1482, 19. Oktober  |
| Ulm       | Zainer, Johann       | 1488               |
| Ulm       | Zainer, Johann       | 1498               |
| Ulm       | Zainer, Johann       | 1500               |

### Drucke des 16. und 17. Jahrhunderts
Leopold Senfelder verzeichnete 11 Postinkunabeln für den Zeitraum von 1502 bis 1601.
Unter dem Titel Apotheke für den gemeinen Mann wurde das Büchlein von den ausgebrannten Wässern zusammen mit dem Thesaurus pauperum aus dem Liber de arte distillandi de compositis (= Großes Destillierbuch – 1512) des Hieronymus Brunschwig von 1529 bis 1619 dreißig Mal gedruckt.

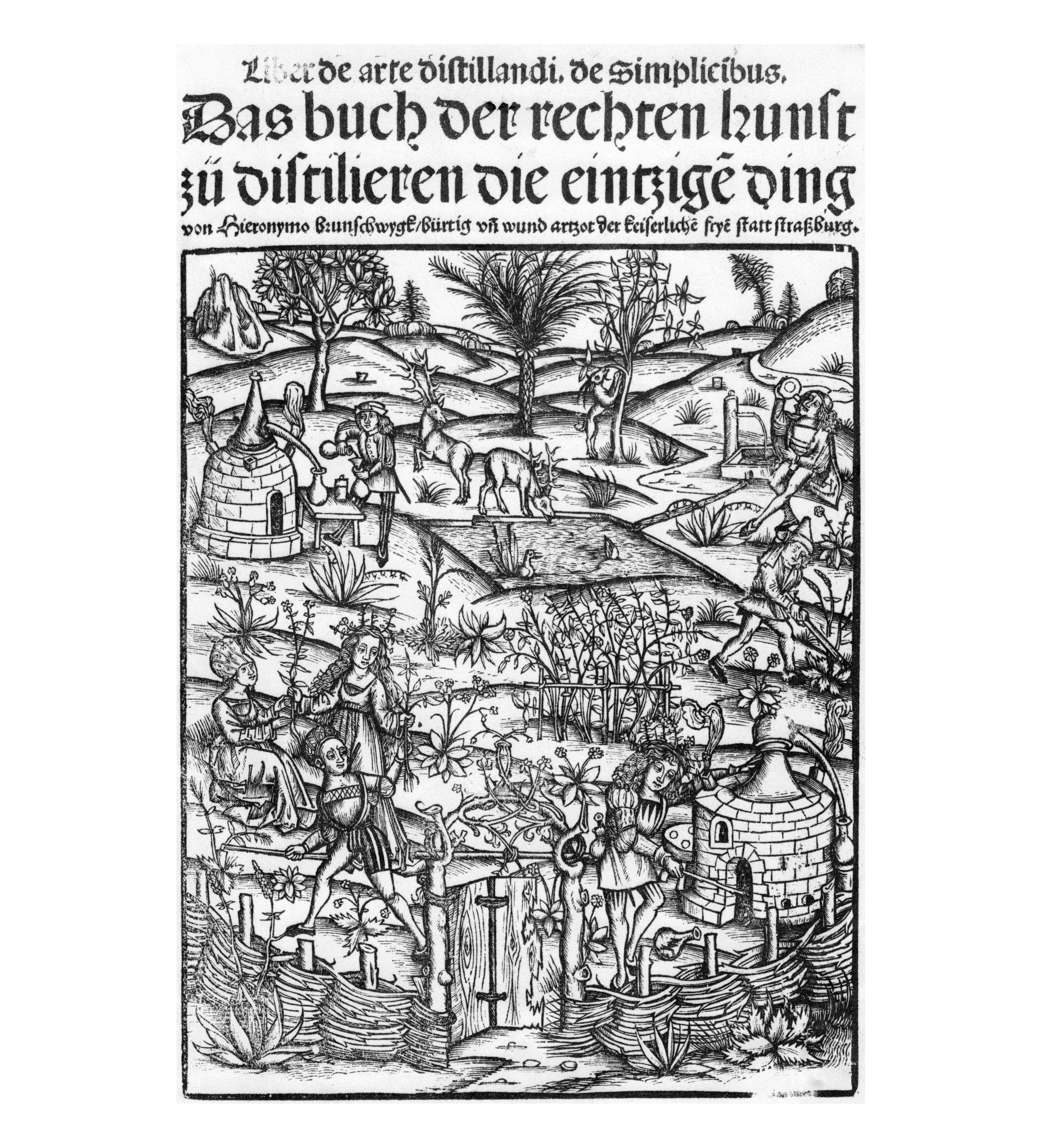
Titelblatt des Kleinen Destillierbuchs. Straßburg 1500

### Übernahme in andere Werke
Hieronymus Brunschwig fügte im Jahre 1500 die Indikationsangaben aus dem „Büchlein von den ausgebrannten Wässern“ vollständig in sein Kleines Destillierbuch ein. Die Väter der Botanik Otto Brunfels und Hieronymus Bock integrierten diese Angaben selektiv in ihre Kräuterbücher.

## Inhalt
In 83 Kapiteln behandelte das Büchlein von den ausgebrannten Wässern Destillate aus pflanzlichen Ausgangssubstanzen. Ein Kapitel (71) beschrieb die Wirkung eines aus tierischer Substanz gebrannten Wassers. Die Destillationsmethoden wurden – mit einer Ausnahme (Kapitel 83) – nicht erläutert. Die Kapitel 83 (Kranwitber) und 84 (Gepranter Wein) stammen nicht aus den als Vorlage dienenden Manuskripten des Traktats von Tugenden der ausgebrannten Wässer, sondern sind anderen Quellen entnommen. Die zuletzt von Walther und Keil (1989, Sp. 909) aufgestellte Behauptung, es handle sich bei den im „Büchlein von den ausgebrannten Wässern“ beschriebenen Destillaten um „alkoholische Destillate“ ist nicht haltbar. Astrid Müller-Grzenda konnte 1996 nachweisen, dass schon aus destillationstechnischen Gründen das Büchlein von den ausgeprannten Wässern nicht als Anleitung zur Herstellung von alkoholischen Destillaten dienen konnte, da die hierzu benötigten gläsernen Geschirre teuer und verschleißanfällig waren. Zielpublikum des Büchleins aber war das „gemeine Volk“.
| Monographie | Name und Beschreibung des Ausgangsprodukts für das Destillat. Ausgabe J. Blaubeirer, Augsburg 1481.                                                                   | Aktuelle Nomenklatur                          |
| ----------- | --- | --------------------------------------------- |
| 01          | Rosen | Rosa gallica                                  |
| 02          | Rosen die auff den hagendorn stehen | Rosa canina                                   |
| 03          | Schnelblůmen, Clapper rot rosen oder schnelblůmen die in dem korn wachssen                                                                                            | Papaver rhoeas                                |
| 04          | Lilien, weiß | Lilium candidum                               |
| 05          | Lilien, plaw | Iris germanica                                |
| 06          | Spöcklilien oder veld gilgen, Specklilien die in den dorn wachssen | Lonicera periclymenum                         |
| 07          | Mayenplůmen, Lilium convalium | Convallaria majalis                           |
| 08          | Veyel | Viola odorata                                 |
| 09          | Veyel, gelb | Cheiranthus cheiri                            |
| 10          | Seeplůmen, die weissen mit den braiten bletern die do auf den seen schwebent                                                                                          | Nymphaea alba                                 |
| 11          | Ritter sporn | Consolida regalis                             |
| 12          | Ochsenzunge | Anchusa officinalis                           |
| 13          | Porragen | Borago officinalis                            |
| 14          | Linden plü | Tilia spec.                                   |
| 15          | Wegerich, brait Wegerich | Plantago major                                |
| 16          | Saurampffer | Rumex rugosus                                 |
| 17          | Nachtschatten | Solanum nigrum                                |
| 18          | Hirßen zungen | Phyllitis scolopendrium                       |
| 19          | Haußwurtz | Sempervivum tectorum                          |
| 20          | Wegraß | Polygonum aviculare                           |
| 21          | Brunellen | Prunella vulgaris                             |
| 22          | Erdtrauch oder Centaur, Kontzenkrebel | Fumaria officinalis                           |
| 23          | Steinbrech, das kraut ist vnden geschickt an dem bletlin als ein rosen vnd hat vff dem bletlin lang rot stengel vnd zů öberst an dem spitzen synt auch wenig bletlin. | Asplenium trichomanes ? Saxifraga granulata ? |
| 24          | Abschlag | Allium cepa var. ascalonicum                  |
| 25          | Pappel | Malva spec.                                   |
| 25a         | Hüffelen, groß (Anhang zu Pappel) | Petasites spec.                               |
| 26          | Beifůß, sunbent gurtel oder rot pucken | Artemisia vulgaris                            |
| 27          | Sparig | Asparagus spec.                               |
| 28          | Tillen | Anethum graveolens                            |
| 29          | Ewfrasia, augen trost | Euphrasia rostkoviana                         |
| 30          | Valtrian mit den wurtzen | Valeriana officinalis                         |
| 31          | Felberplü | Salix caprea                                  |
| 32          | Himelprand blůmen | Verbascum spec.                               |
| 33          | Freisam | Viola tricolor                                |
| 34          | Erdtper | Fragaria vesca                                |
| 35          | Meüßor | Hieracium pilosella                           |
| 36          | Stabwurtz | Artemisia abrotanum                           |
| 37          | Teschenkraut | Capsella bursa-pastoris                       |
| 38          | Spindelbom oder pfäfferhödel | Euonymus europaea                             |
| 39          | Walwurtz | Symphytum officinale                          |
| 40          | Rettich | Raphanus sativus                              |
| 41          | Mörrettich | Armoracia rusticana                           |
| 42          | Salva, wild | Salvia pratensis                              |
| 43          | Gamillen | Chamomilla recutita                           |
| 44          | Petersilien | Petroselinum crispum                          |
| 45          | Baldrian | Valeriana officinalis                         |
| 46          | Bethonien | Betonica officinalis                          |
| 47          | Küttenplü | Cydonia oblonga                               |
| 48          | Gertelen, Abrauter | Artemisia abrotanum                           |
| 49          | Venchel | Foeniculum vulgare                            |
| 50          | Holerblü | Sambucus nigra                                |
| 51          | Plaw kornplůmen | Centaurea cyanus                              |
| 52          | Maseron oder Meyeron | Origanum majorana                             |
| 53          | Pfifferling | Lactarius piperatus                           |
| 54          | Prunnenkreß | Nasturtium officinale                         |
| 55          | Meyen distel, vnßer frawen distel, Vehendistel | Silybum marianum                              |
| 56          | Jspen | Hyssopus officinalis                          |
| 57          | Mauchen | Papaver somniferum                            |
| 58          | Nessel | Urtica spec.                                  |
| 59          | Lustickel | Levisticum officinale                         |
| 60          | Poleyen | Mentha pulegium                               |
| 61          | Ringel | Calendula officinalis                         |
| 62          | Schelwurtz | Chelidonium majus                             |
| 63          | Eysenkraut | Verbena officinalis                           |
| 64          | Salva | Salvia officinalis                            |
| 65          | Wermůt | Artemisia absinthium                          |
| 66          | Grensig | Potentilla anserina                           |
| 67          | Seyden das in dem flachß wachsset | Cuscuta epilinum                              |
| 68          | Kinlinkraut flackt auff der erden | Thymus serpyllum                              |
| 69          | Aichenlaub | Quercus spec.                                 |
| 70          | Eppich oder epphey | Hedera helix                                  |
| 71          | Küdreck | Bos primigenius taurus                        |
| 72          | Schwammen | Agaricus campestris                           |
| 73          | Müntzen | Mentha arvensis                               |
| 74          | Rosen öl | Rosa spec.                                    |
| 75          | Creützwurtz | Senecio vulgaris                              |
| 76          | Pfaffenkraut | Taraxacum officinale                          |
| 77          | Lavendel | Lavandula spec.                               |
| 78          | Zickel | Sambucus nigra                                |
| 79          | Bilsen | Hyoscyamus niger                              |
| 80          | Genßdistel | Sonchus arvensis                              |
| 81          | Binsaugen | Lamium album                                  |
| 82          | Bonenplü | Vicia faba                                    |
| 83          | Kranwitber oder wechalter | Juniperus communis                            |
| 84          | Weyn, gepranter | Vitis vinifera                                |

## Werkausgaben
- Lorenz Welker: Das ‚Iatromathematische Corpus‘. Untersuchungen zu einem alemannischen astrologisch-medizinischen Kompendium des Spätmittelalters mit Textausgabe und einem Anhang: Michael Puffs von Schrick Traktat „Von den ausgebrannten Wässern“ in der handschriftlichen Fassung des Codex Zürich, Zentralbibliothek, C 102b. (Medizinische Dissertation) Zürich 1988 (= Zürcher medizingeschichtliche Abhandlungen, Neue Folge, 196), S. 85–98 und 226–249.

### Manuskripte
- Handschriftencensus: Michael Puff. „Traktat von Tugenden der ausgebrannten Wässer.“. No. 2. Dresden, Landesbibliothek, Mscr. C 308, SLUB No. 3. Dresden, Landesbibliothek, Mscr. C 312, Blatt 137r-138v, Blatt 149v-162r SLUB No. 4. Karlsruhe, Landesbibliothek, Cod. Donaueschingen 793, Blatt 30r-33v BLB Karlsruhe No. 9. Solothurn, Zentralbibliothek, Cod. S 386, Blatt 132v-136v e-codices
- Handschriftencensus: Michael Puff. „Büchlein von den ausgebrannten Wässern.“. No. 5. Heidelberg, Universitätsbibliothek, Cpg 526, Blatt 219r-221r UB Heidelberg No. 6. Heidelberg, Universitätsbibliothek, Cpg 545 (?) UB Heidelberg No. 7. Heidelberg, Universitätsbibliothek, Cpg 666 (?) UB Heidelberg No. 8. Heidelberg, Universitätsbibliothek, Cpg 752, Blatt 1r-8r UB Heidelberg No. 9. Heiligenkreuz, Stiftsbibliothek, Cod. 331, Bl. 170r-176r (Hs.: Blatt 164r-172r) ÖAW Digitalisat
- Von den uß gebrenten wassern. In: Codex Zürich, Zentralbibliothek, C 102b.[99]

### Drucke

#### „Büchlein von den ausgebrannten Wässern“
- Augsburg
  - Johannes Bämler 1478 Digitalisat 1479 Digitalisat
  - Johann Blaubeirer 1481 Digitalisat 1482 Digitalisat
  - Johann Froschauer 1496 Digitalisat 1514 Digitalisat
  - Hans Schensperger der Junge 1511 Digitalisat
- Lübeck. Bartholomäus Ghotan 1484 Digitalisat
- Straßburg. Johannes Knoblauch 1519 Digitalisat
- Ulm. Hans Zainer 1498 Digitalisat 1502 Digitalisat
- Zwickau. Wolfgang Maierpeck 1535 Digitalisat

#### „Apotheke für den gemeinen Mann“
- Apoteck für den gemeinen man. 1529. Digitalisat